# Maté
Pour les articles ayant des titres homophones, voir Mathé.
Le maté (ka’ay en guarani, mate en espagnol, chimarrão en portugais brésilien) est une boisson traditionnelle sud-américaine issue de la culture des autochtones Guaranis et Tupis, préparée en infusant des feuilles de yerba mate, une plante proche du houx.
Avec le thé et le café, le maté fait partie des trois boissons contenant de la caféine les plus consommées dans le monde. Il est de consommation courante en Argentine, au Paraguay, en Uruguay et dans le sud du Brésil ; il est aussi très apprécié au Chili et en Bolivie. Sa consommation y est moins répandue que celle du thé ou du café, mais est en forte progression ailleurs dans le monde depuis ces quelques années. Le maté est devenu assez courant au Liban et encore plus en Syrie, les émigrés libanais et syriens en Amérique du Sud l'ayant fait connaître au Proche-Orient. 
Les instruments utilisés pour la préparation du maté sont la calebasse et la bombilla, une sorte de paille métallique terminée par un filtre. Ces éléments sont importants dans la culture de ces pays d'Amérique du Sud, où il n'est pas rare de voir des personnes boire le maté dans la rue.

## Étymologie et dénominations
Le mot maté est un emprunt au quechua mati, qui désigne une « sorte de calebasse transformée en vase qui sert pour la préparation du maté » et, par extension, la boisson elle-même. L'espagnol mate est attesté en 1570 : sa première occurrence enregistrée se trouve chez Lope de Atienza.
En français, le maté a aussi été appelé « thé des jésuites », « thé du Paraguay » et « thé des Indiens ».
La prononciation locale, en Argentine et en Uruguay, transforme le premier phonème de yerba en ajoutant une friction. En phonétique, cela donne /'ʃɛrβa/ ou /'ʒɛrβa/. En portugais du Brésil, l'herbe est appelée erva mate (/'ɛrva 'mati/).
En guarani le maté est appelé ka'ay.
Dans les trois États du sud du Brésil (Rio Grande do Sul, Santa Catarina et Paraná), le maté est connu sous le nom de chimarrão, mais sa composition demeure identique. 
En Bolivie et au Pérou, le mot mate désigne toute infusion de plantes – notamment de coca (Erythroxylum coca) - maté de coca -, de camomille ou d'anis. Le tri-mate (ou tres mates) est un mélange de ces trois plantes.

## Consommation

### Développement de la consommation de maté
Les jésuites, présents au Paraguay pendant deux siècles, développèrent sa culture et l'étendirent dans les pays voisins : Uruguay, Argentine et le sud du Brésil. Le maté est d'ailleurs appelé le thé des jésuites.

## Production

### Yerba mate
La yerba mate (Ilex paraguariensis), parfois appelée « thé du Paraguay », « thé des Jésuites » ou « thé du Brésil », est une espèce de plante sud-américaine du genre Ilex (comme les houx). Le mate est préparé en infusant dans de l’eau chaude ses feuilles torréfiées puis pulvérisées.
La yerba mate appartient à la famille des Aquifoliacées. Elle est traditionnellement utilisée comme traitement de l’asthénie fonctionnelle. Les feuilles sont inscrites à la pharmacopée française, plusieurs spécialités pharmaceutiques en sont dérivées.
Cette plante contient des bases xanthiques : caféine, théobromine, théophylline. Elle contient également des flavonoïdes, des saponosides triterpéniques et des vitamines.

### Types de vieillissement
Le vieillissement de la yerba mate est un processus crucial qui influence de manière significative son goût, son arôme et ses propriétés nutritionnelles.
- Green ou vert : La yerba mate verte fait référence à une yerba qui n'a pas été vieillie. Après le séchage, elle est mise sur le marché dans un délai relativement court. Cette méthode préserve une saveur fraîche et herbacée, ainsi qu'une teneur élevée en antioxydants.
- Aged ou vieilli : Le vieillissement de la yerba mate peut durer de 4 mois à 2 ans, voire plus, selon la marque et la tradition de production. Ce processus permet de développer des saveurs plus rondes, complexes et moins amères. La yerba mate vieillie présente souvent un goût plus doux et une couleur plus sombre.
- Toasted ou torréfié : La torréfaction de la yerba mate implique de chauffer les feuilles à des températures élevées après le séchage initial. Ce processus produit une yerba au goût prononcé, avec des notes de caramel et de noisette, et une couleur brun foncé. La yerba mate torréfiée offre une expérience gustative distincte, avec une amertume réduite.

### Types de coupe
La coupe de la yerba mate fait référence à la taille et à la forme des feuilles et tiges après le broyage. La coupe influence la manière dont la yerba mate se mélange avec l'eau et, par conséquent, la texture et l'intensité de l'infusion.
- Poudre : Finement moulue, produisant une texture presque semblable à celle du café moulu. Cette coupe permet une libération rapide des saveurs et des nutriments, mais peut facilement obstruer la bombilla.
- Fine : Une coupe fine offre une texture délicate et une infusion rapide, proposant un maté fort en saveur mais doux en texture.
- Moyenne : C'est la coupe la plus commune, offrant un équilibre entre la facilité d'infusion et la richesse des saveurs. Elle convient à la plupart des préparations traditionnelles du maté.
- Large et extra Large : Ces coupes contiennent de plus gros morceaux de feuilles et souvent plus de tiges, ce qui résulte en une infusion plus légère et moins amère, idéale pour une consommation quotidienne prolongée.
- Teréré : Spécialement conçue pour être consommée froide, cette coupe pour le teréré (maté froid) favorise une infusion rapide même à basse température.
- Chimarrão : Traditionnelle du sud du Brésil, cette coupe est très fine, et est destinée à être utilisée dans le chimarrão, un type de maté servi chaud avec une eau à peine frémissante.

## Préparation

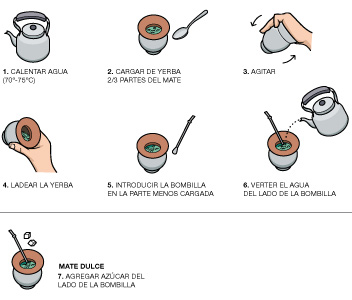
Les différentes étapes de la préparation du maté :
1. Chauffer l'eau ;
2. Remplir la calebasse de feuilles aux deux tiers ;
3. Agiter ;
4. Mettre les feuilles sur un côté ;
5. Mettre la bombilla du côté où il y a le moins de feuilles ;
6. Verser l'eau du côté de la bombilla ;
7. Pour le mate sucré : ajouter le sucre du côté de la bombilla.

Le maté peut être bu chaud ou froid, mais a une autre forme s'il est consommé froid : il s'appelle alors tereré et se boit dans une corne, la guampa. Il se boit dans une calebasse grâce à un tube ou paille qui sert aussi de filtre, la bombilla, et peut être faite de métal ou de végétal dans sa forme plus traditionnelle.
Les gauchos suivent un rituel précis pour consommer le maté : assis en cercle, ils se passent la boisson de main en main dans le sens des aiguilles d'une montre.
Il existe des différences régionales : au Brésil, on boit le maté dans des calebasses plus grandes, au Nord de l'Argentine on y ajoute du sucre, au Paraguay on le boit glacé, les Uruguayens le consomment régulièrement dans la rue, tandis que les Argentins considèrent davantage la consommation de maté comme une activité personnelle qui doit rester à l'intérieur de la maison.
La méthode la plus courante de préparation du maté consiste à déposer l'herbe dans la calebasse avant d'y ajouter de l'eau très chaude mais pas bouillante. Elle est alors remplie d'herbe à moitié environ. Après cette préparation, on peut ajouter d'autres plantes, une pratique très courante au Paraguay. Une fois la calebasse remplie, le préparateur la saisit à pleine main en couvrant l'ouverture avec sa paume. Il la retourne et la secoue brièvement pour que les particules les plus fines de l'herbe forment un dépôt dans la partie supérieure de la calebasse, ensuite enlevée. L'herbe est mise dans une position oblique avant d'être à nouveau secouée, plus doucement. Elle continue à se déposer d'un côté de la calebasse. On remet ensuite la calebasse droite puis on y place la bombilla, la paille filtrante. Cette méthode de préparation permet d'éviter que les herbes ne bouchent la bombilla et de reremplir la calebasse plusieurs fois sans affecter le goût de la boisson.
On trouve également du maté — nature ou aromatisé — conditionné en infusettes, comme le thé ou la tisane, et en poudre soluble.

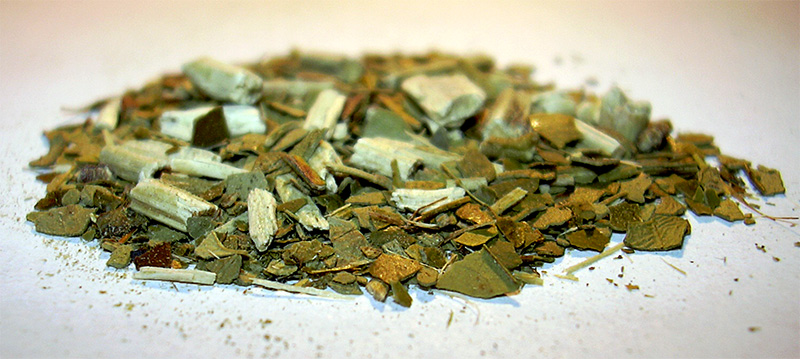
Feuilles et tiges de yerba mate
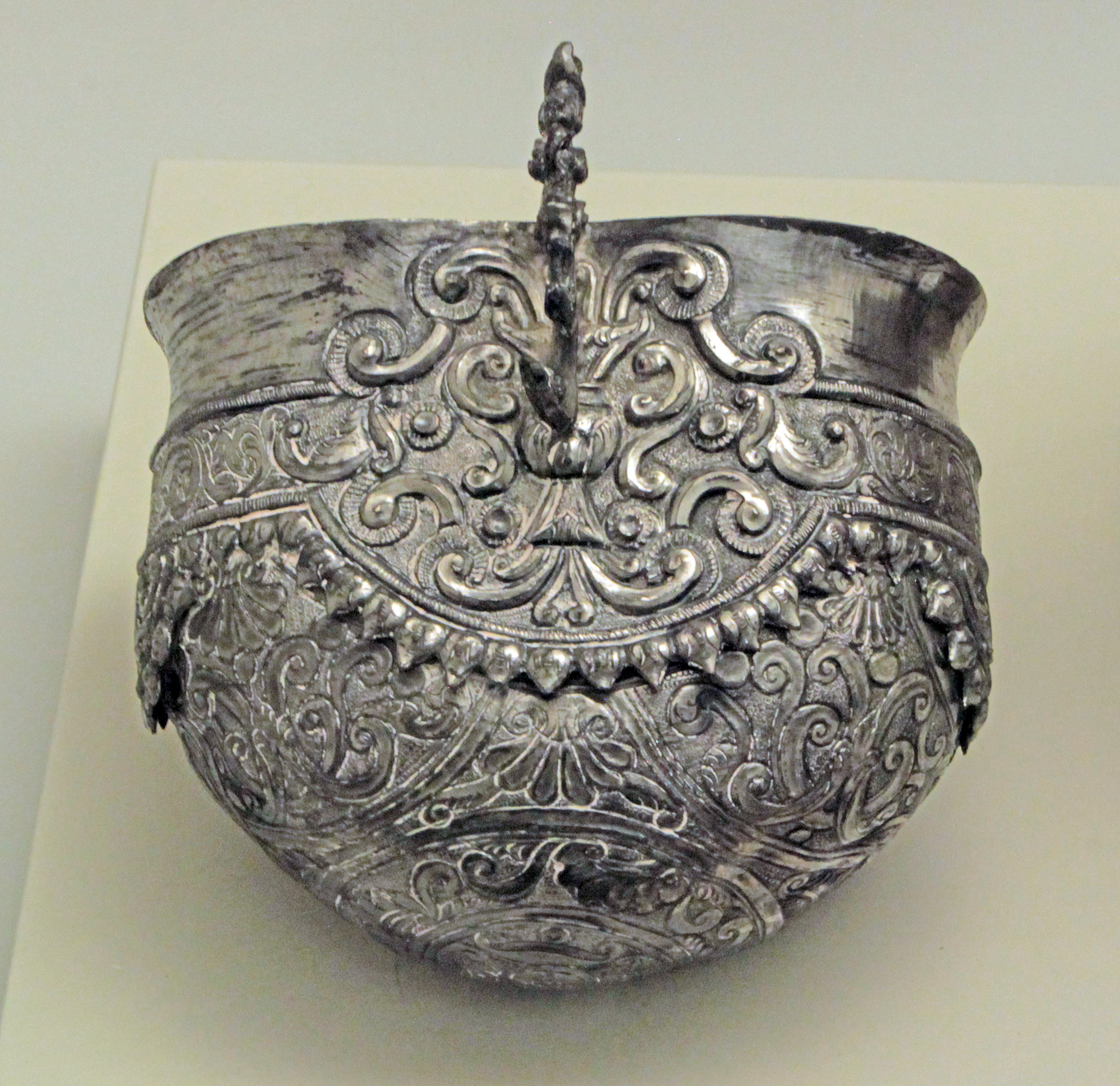
Un maté du XVIIIe siècle.
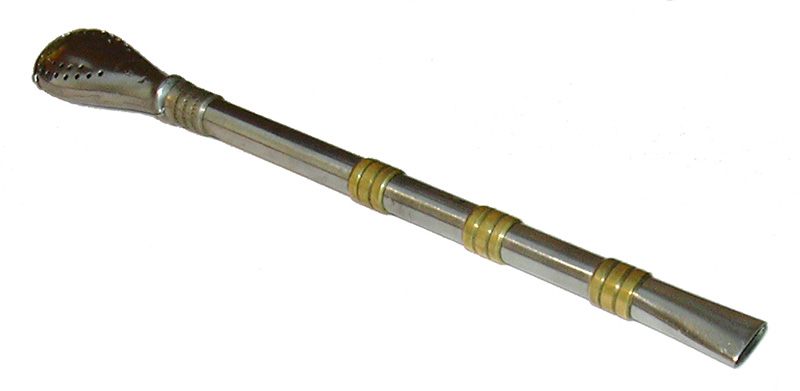
Une bombilla/paille.

Parmi les ustensiles et supports le récipient est appelé en espagnol : mate ou porongo, la paille bombilla, le sac matera ou matero, le petit sac servant à transporter l'herbe la yerbera ou yerbero, la théière pava.
Il existe différents récipients pour boire le maté non traditionnels, ils peuvent être fabriqués dans des matériaux traditionnels tels que la calebasse, la canne à sucre, le bois (généralement travaillé en palo santo, algarrobo, ñandubay ou quebracho), ou non traditionnels tels que le verre, la céramique, la tacuara large (sorte de bambou), le métal, la guampa (corne), le marbre, le plastique, le silicone, etc. Il existe également des mates fabriqués en Russie en bois de tilleul de Sibérie.
Le récipient pour boire le maté est appelé en guarani ka'ayguá ; guá = "récipient" ; la traduction littérale de ka'ayguá serait donc "récipient (pour boire) de l'eau de yerba mate".

## Effets sur la santé
Il est courant de boire le maté très chaud en Amérique du Sud. Il existe un lien de corrélation entre la consommation régulière de boissons brûlantes, plus précisément à une température supérieure à 65 °C, et le risque de développer un cancer de l’œsophage. Le centre international de recherche sur le cancer (CIRC) recommande donc de le laisser un peu refroidir et d'éviter de le boire brûlant.

## Commerce et popularité internationale
La République argentine est le principal producteur et exportateur de yerba maté au monde. En 2020, le pays a exporté 42,9 millions de kilos. La principale destination est la Syrie, suivie du Chili et de l'Union européenne. La Syrie représentait 76 % des ventes à l'exportation en 2020.
La France est importatrice de maté.
En 2014 ont été exportées mensuellement en moyenne 27 tonnes et importées 42 tonnes, avec un prix moyen observé à la frontière de 3 100 €/t.

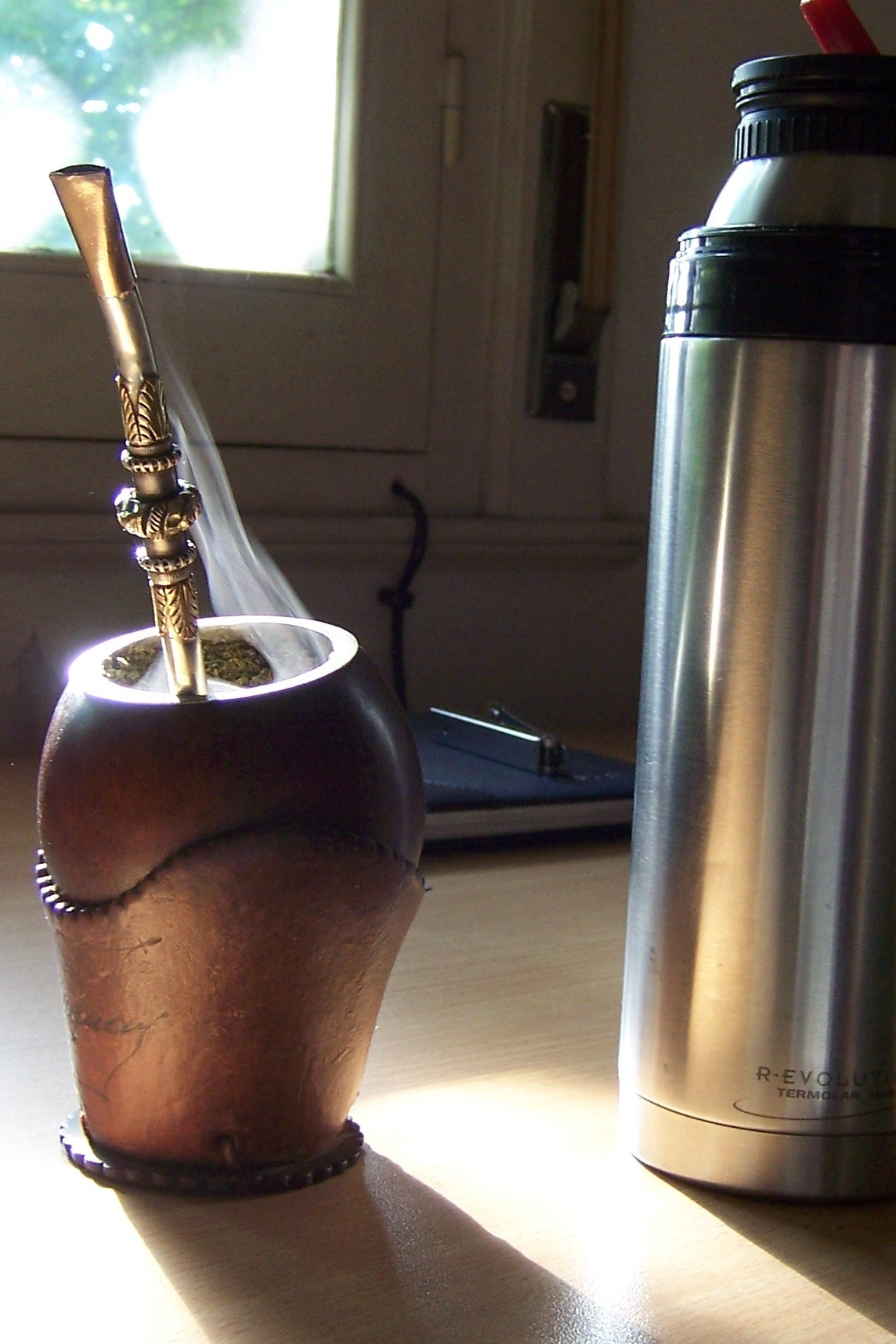
Un maté avec sa bombilla.
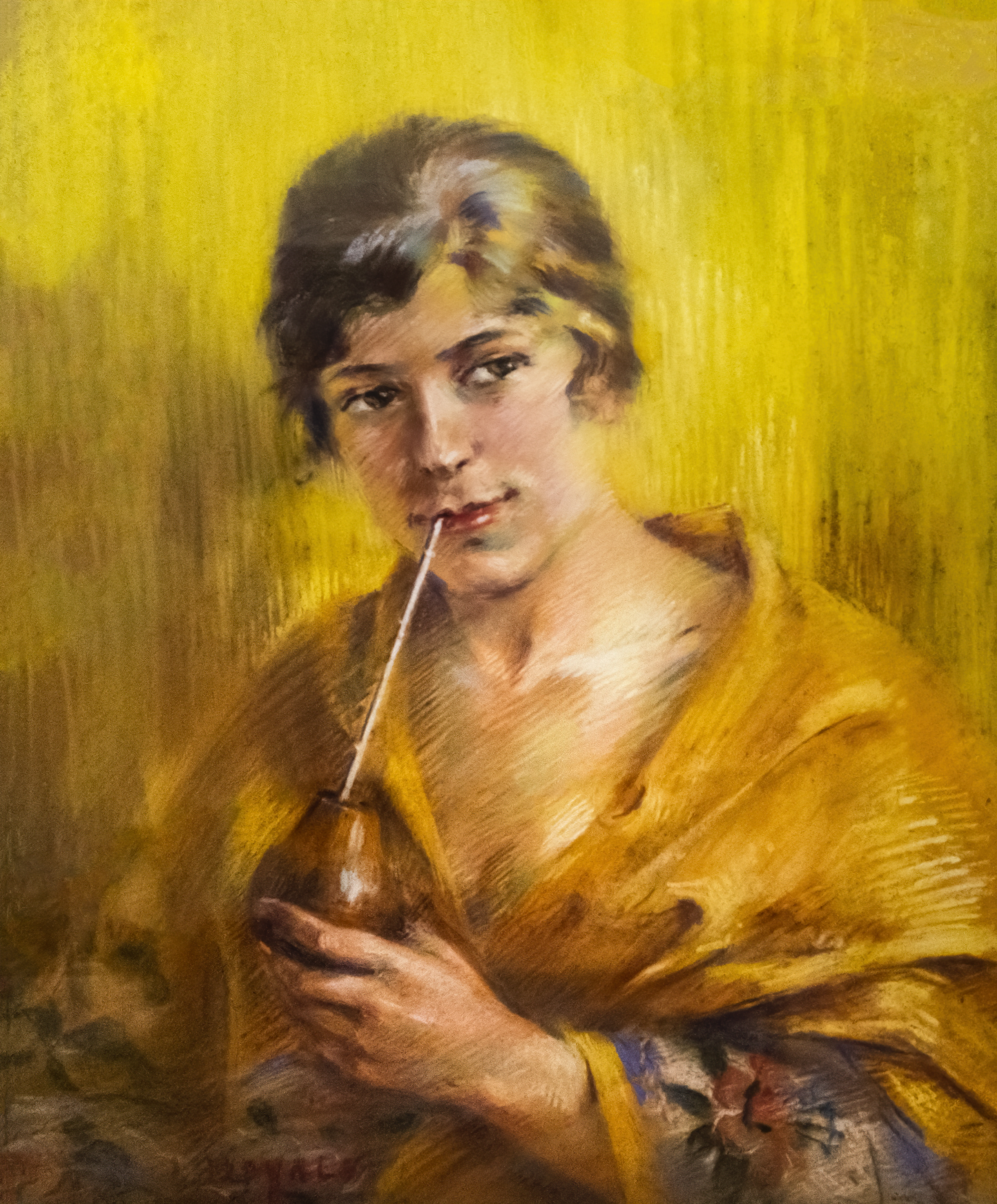
Odette Labouysse buvant du maté - Luce Boyals - Musée du Pays rabastinois